# Astralium saturnum
Astralium saturnum is een slakkensoort uit de familie van de Turbinidae. De wetenschappelijke naam van de soort is voor het eerst geldig gepubliceerd in 1999 door Chino.